# Kinarut
Kinarut est une ville de Malaisie qui se trouve dans l'État du Sabah. En 2010 sa population était de 18 029 habitants.